# La Tourlandry
La Tourlandry är en kommun i departementet Maine-et-Loire i regionen Pays de la Loire i nordvästra Frankrike. Kommunen ligger i kantonen Chemillé som tillhör arrondissementet Cholet. År 2018 hade La Tourlandry 1 388 invånare.

## Befolkningsutveckling
Antalet invånare i kommunen La Tourlandry
| Referens: INSEE |